# Lojevec
Lójevec je magnezijev silikat hidroksid s kemijsko formulo H2Mg3(SiO3)4 ali Mg3Si4O10(OH)2. Mineral nastaja s hidrotermalnim preperevanjem magnezijevih silikatov, ki ne vsebujejo aluminija. Uprašen lojevec poznamo pod imenom smukec. 
Lojevec kristalizira v monoklinskem kristalnem sistemu. Dobro formirani kristali so redki. Najpogosteje ima obliko listaste ali vlaknate mase. Mineral je mehak, tako da se lahko razi z nohtom in reže z nožem in ima po definiciji trdoto 1. Je bele do sive ali zelene barve, ima voščen do bisern sijaj, voščen otip, prozoren do neprozoren videz in belo barvo črte. V vodi ni topen, rahlo topen pa je v razredčenih anorganskih kislinah.
Steatit je metamorfna kamnina, ki je zgrajena pretežno iz lojevca.

## Nastanek
Lojevec je metamorfen mineral, ki nastaja z metamorfizmom megnezijevih mineralov kot so serpentin, piroksen, amfibol in olivin v prisotnosti ogljikovega dioksida in vode. Proces se imenuje lojevčeva karbonizacija ali steatitizacija, produkti pa lojevčevi karbonati. 
Lojevec nastaja predvsem s hidratacijo in karbonizacijo serpentina z naslednjo rakcijo:
serpentin + ogljikov dioksid → lojevec + magnezit + voda
2Mg3Si2O5(OH)4 + 3CO2 → Mg3Si4O10(OH)2 + 3MgCO3 + 3H2O
Lojevec lahko nastane v reakciji med dolomitom in kremenom, ki je tipična skarnifikacija dolomitov z raztaljenim kremenom v kontaktnih metamorfnih avreolah:
dolomit + kremen + voda → lojevec + kalcit + ogljikov dioksid
3CaMg(CO3)2 + 4SiO2 + H2O → Mg3Si4O10(OH)2 + 3CaCO3 + 3CO2
Lojevec nastaja tudi iz magnezijevega klorita in kremena v metamorfizmu modrih skrilavcev in eklogita v naslednji metamorfni reakciji:
klorit + kremen → kianit + lojevec + voda
V tej reakciji je razmerje med lojevcem in kianitom odvisno od vsebnosti aluminija: v bolj aluminoznih kamninah nastaja predvsem kianit. Kianit po navadi spremljajo visokotlačni nizkotemperaturni minerali kot so fengit, granat in glavkofan v nižjih facijih modrih skrilavcev. Takšne kamnine so običajno bele, drobljive in vlaknate in poznane kot beli skrilavci. 

## Nahajališča
Lojevec je pogost mineral v metamorfnih pasovih, ki vsebujeju ulramafične kamnine, na primer steatit, ter v belih in modrih skrilavcih. Obsežna ležišča belih skrilavcev so v  kalifornijskem metamorfnem pasu severno od Santa Barbare ZDA Zahodnih Alpah, predvsem v Italiji, nekaterih predelih Musgrave Blocka v Avstraliji in nekaterih kolizijskih orogenih, kakršna ja Himalaja.  Največja ležišča lojevčevih karboniziranih ultramafičnih kamnin  so v zahodni in vzhodni Avstraliji, Braziliji, Gvajani in ofiolitskih pasovih v Turčiji, Omanu in na Srednjem Vzhodu.
V Sloveniji so lojevec našli na Pohorju.
Največji rudnik lojevca je v Trimounsu pri Luzenacu v južni Franciji, ki je leta 2006 proizvedel 400.000 ton lojevca, kar je predstavljalo 8 % svetovne proizvodnje.

## Uporaba
Gospodarski pomen lojevca v zadnjih letih narašča. Uporablja se kot polnilo v proizvodnji papirja, pastičnih mas, barvnih premazov, gumija, hrane, električnih kablov, zdravil, kozmetike, keramike itd. Kakovost lojevca zmanjšujejo primesi, ki vsebujejo ione Fe3+, pirit in manganove okside. Lojevec, primešan asfaltu, preprečuje razpokanje vozišča.  

## Varnost
Uprašen lojevec (smukec) se na široko uporablja v sredstvih za osebno higieno in kozmetičnih preparatih. Nekatere raziskave so pokazale možne povezave med lojevcem in nekaterimi  boleznimi, predvsem z rakom na pljučih in jajčnikih, vendar niso povsem potrjene.